# 英国大选
英国大选（英語：General elections of the United Kingdom）是指英国选举最高立法机构英国国会议员的选举，英国的国会议员（Members of Parliament，MP）通常指下议院议员。国会议员最长任期为5年，但可因为解散国会而提前结束。
候选人大部分为某政党的成员，竞选目标是赢得选区。大多数英国选民根据候选人的党派，而不是其个人品质或主张来进行投票选择。

## 选举时间
大选必须在每次国会任期开始之前举行。国会最长的任期为5年，前后两次大选的间隔应超过竞选活动和新国会组建的时间之和（通常为5至8周）。实际的大选可在5年任期之前的任何时间举行。5年任期从大选之后的第一次国会会议开始计算。大选时间的选择在于在任首相的决断。此项决定通常具有政治性目的，即如果政府广受好评，它通常在掌权约4年之后“要求”举行大选，以达到掌权时间的最大化。
首相请求君主使用皇家公告的方式（Royal Proclamation）解散国会。公告同时要求公布各个选区请求大选的正式大选文书（Writs of Election）。大选将在公告发布之日起17个工作日之后进行。
从1935年起，每届大选都在周四举行。1945年至2001年的16次大选中，在10月举行的有4次，6月也有4次，5月有3次，2月有2次。
英国内阁将在大选之前强制隔离。在大约6周的时间里，政府各部门不允许同公众就任何新的或有争议的政府动议（如改革动议、行政和立法变化等等）进行交流。

## 选举制度
大选的基本制度是简单多数选举制（First-past-the-post election system），即根据一党所占有的议员数量。如果一党拥有绝对多数的议员，则此党将组成下届政府，该党党魁则成为首相。如果没有任何党派拥有绝对多数席位，则合计拥有绝对多数席位的两个或多个政党将组成联合政府（Coalition government），基本上其中最大党党魁将成为首相；或者单独一党成立政府，并通过与其他党派非正式的联盟和协议而得以延续。在缺乏多数席位的下议院中通过政府制定的法规，如其最后的数月中约翰·梅杰政府所面对的，则是非常困难。
这项制度并不是比例代表制（Proportional representation）的一种。在全国拥有20%选票的政党一样可以以得到区区数个席位而收场。这使此选举制度屡遭诟病，那些在比例代表制下将表现地更好的政党如自由民主党对此抨击地更为猛烈。而另一方面，此制度的支持者则认为现有制度使得英国政治主流之外的极端党派式微、联合政府很少出现，并且选区同其议员有着较为直接的联系。

## 选举结果
请注意英国在1832年之前有极其苛刻的大选选举权，直到1918年才有全民选举（男性21岁以上，女性30岁以上）。以下为1918年至今的大选结果∶
| 选举               | 日期           | 首相             | 党派                          | 席位多数 |
| ------------------ | -------------- | ---------------- | ----------------------------- | -------- |
| 1918年英国大选     | 1918年12月14日 | 大卫·劳合·乔治   | 自由党（联合政府）            | 238      |
| 1922年英国大选     | 1922年11月15日 | 安德鲁·伯纳尔·劳 | 保守黨                        | 74       |
| 1923年英国大选     | 1923年12月6日  | 拉姆齐·麦克唐纳  | 工黨                          | −96      |
| 1924年英国大选     | 1924年10月29日 | 斯坦利·鲍德温    | 保守黨                        | 210      |
| 1929年英国大选     | 1929年5月30日  | 拉姆齐·麦克唐纳  | 工黨                          | −42      |
| 1931年英国大选     | 1931年10月27日 | 拉姆齐·麦克唐纳  | 国民工党（国民政府）          | 492      |
| 1935年英国大选     | 1935年11月14日 | 斯坦利·鲍德温    | 保守黨（国民政府）            | 242      |
| 1945年英国大选     | 1945年7月5日   | 克莱门特·艾德礼  | 工黨                          | 146      |
| 1950年英国大选     | 1950年2月23日  | 克莱门特·艾德礼  | 工黨                          | 5        |
| 1951年英国大选     | 1951年10月25日 | 温斯顿·丘吉尔    | 保守黨                        | 17       |
| 1955年英国大选     | 1955年5月26日  | 安东尼·艾登      | 保守黨                        | 54       |
| 1959年英国大选     | 1959年10月8日  | 哈罗德·麥美倫    | 保守黨                        | 100      |
| 1964年英国大选     | 1964年10月15日 | 哈羅德·威爾遜    | 工黨                          | 5        |
| 1966年英国大选     | 1966年3月21日  | 哈羅德·威爾遜    | 工黨                          | 96       |
| 1970年英国大选     | 1970年6月18日  | 愛德華·希思      | 保守黨                        | 31       |
| 1974年2月英国大选  | 1974年2月28日  | 哈羅德·威爾遜    | 工黨                          | −33      |
| 1974年10月英国大选 | 1974年10月10日 | 哈羅德·威爾遜    | 工黨                          | 3        |
| 1979年英国大选     | 1979年5月3日   | 玛格丽特·撒切尔  | 保守黨                        | 43       |
| 1983年英国大选     | 1983年6月9日   | 玛格丽特·撒切尔  | 保守黨                        | 144      |
| 1987年英国大选     | 1987年6月11日  | 玛格丽特·撒切尔  | 保守黨                        | 102      |
| 1992年英国大选     | 1992年4月9日   | 约翰·梅杰        | 保守黨                        | 21       |
| 1997年英国大选     | 1997年5月1日   | 托尼·布莱尔      | 工黨                          | 179      |
| 2001年英国大选     | 2001年6月7日   | 托尼·布莱尔      | 工黨                          | 167      |
| 2005年英国大选     | 2005年5月5日   | 托尼·布莱尔      | 工黨                          | 66       |
| 2010年英国大选     | 2010年5月6日   | 戴维·卡梅伦      | 保守黨（聯合政府） 自由民主黨 | 78       |
| 2015年英国大选     | 2015年5月7日   | 戴维·卡梅伦      | 保守黨                        | 6        |
| 2017年英国大选     | 2017年6月8日   | 文翠珊           | 保守黨（信任供給） 民主統一黨 | -12      |
| 2019年英國大選     | 2019年12月12日 | 鲍里斯·约翰逊    | 保守黨                        | 40       |
| 2024年英國大選     | 2024年7月4日   | 施紀賢爵士       | 工黨                          | 174      |

注意：负的席位多数意味着那次大选之后会出现懸峙國會（Hung parliament，也称少数派国会），即无任何党派占绝对多数的国会。比如1929年的大选，工党所取得的席位比绝对多数席位少42个，因此它的席位多数为负42。